# Al Strobel
Albert Michael "Al" Strobel (Seattle, 1939 - 2 de diciembre de 2022) fue un actor estadounidense conocido por su papel recurrente en la serie de David Lynch y Mark Frost, Twin Peaks como Mike. 

## Vida y carrera
Strobel nació en Seattle, Washington. Tenía su residencia habitual en Eugene, Oregón. 
Solamente tenía un brazo como resultado de un accidente de tráfico que sufrió cuando era adolescente. Apareció en Twin Peaks: Fire Walk with Me así como en la serie Twin Peaks y tuvo papeles en las películas Shadow Play, Megaville y Ricochet River (protagonizada por Kate Hudson) y en las obras Romeo y Julieta, Oklahoma! y Ricardo III. También apareció en la película para televisión Child of Darkness, Child of Light. En 2015, apareció en un vídeo de apoyo a David Lynch después de su salida del nuevo Twin Peaks fijado para 2016, junto a otros numerosos miembros del elenco de Twin Peaks. David Lynch más tarde regresó a la serie. 